# Bar Kaev
Huyện Bar Kaev (tiếng Khmer: បាគាវ) (cũng chuyển tự là Bar Keo) là một huyện ở đông bắc Campuchia, ở tỉnh Ratanakiri, 
Population 11.758 (1998). Huyện này có 6 xã.
| Xã (khum)             | Làng (phum)                                                  | Dân số (1998) | Mã của xã |
| --------------------- | ------------------------------------------------------------ | ------------- | --------- |
| Kak (កក់)              | Reung Touch, Sala, Ka Chak, Kak, Yeun, Chrung                | 1.729         | 160301    |
| Ke Chong (កិះចុង)        | Reu Han, Khun, Pale, Chrong, Pa Ar, Kdeang, Ray, Dal, Sa Lev | 2.415         | 160302    |
| Laming (Laminh) (ឡាមិញ) | Trom, Su, Nhal, Khmang, Phum Muoy                            | 2.622         | 160303    |
| Lung Khung (លុងឃុង)     | Lung Khung, Pa Ar, Pa Yang, Chreak                           | 1.828         | 160304    |
| Seung (Saeung) (ស៊ើង)   | Ya Sam, Yem, Chaet, Kli, Sueng, Smach                        | 1.677         | 160305    |
| Ting Chak (ទីងចាក់)      | Tuy, Kab, Lut, Pa Nal                                        | 1.487         | 160306    |